# Moacir Barbosa Nascimento
Moacir Barbosa Nascimento (Campinas, 1921. március 17. – Praia Grande, 2000. április 7.) brazil labdarúgókapus.

## Pályafutása
Kezdetben csatárként játszott, majd 1942-től kapusként. Az 1940-es években Barbosa feltehetőleg a világ legjobb kapusa volt. CR Vasco da Gama klubcsapata számos bajnokságot nyert, köztük a Bajnokcsapatok dél-amerikai bajnokságát. Ő volt a brazil válogatott legelső fekete kapusa.
Barbosa karrierjét – és életét – az 1950-es labdarúgó-világbajnokságon elszenvedett vereség törte derékba. A viadal utolsó meccsén – az úgynevezett Maracanazón – Brazília kikapott Uruguaytól, és elveszítette az áhított bajnoki címet. A vereségért Barbosát nevezték ki bűnbaknak. Szakértők szerint Barbosa nem volt különösebben hibás; viszont néger volt, és az 1950-es évek rasszista légkörében ez elégséges ok volt arra, hogy a nyakába varrják a nemzeti tragédiát. Barbosa többet nem játszhatott a válogatottban, nem alkalmazták edzőként vagy bemondóként, és még a válogatott mérkőzésein sem lehetett jelen. Hátralevő életét kitaszított páriaként élte le, magányosan és nincstelenül hunyt el.
Egyes sportújságírók szerint Barbosa a labdarúgás-történelem legnagyobb igazságtalanságának áldozata volt.